# Корінна вулиця (Київ)
Корінна́ ву́лиця — вулиця в Голосіївському районі міста Києва, місцевість Пирогів. Пролягає від Лауреатської вулиці (двічі) до кінця забудови.

## Історія
Вулиця відома з 1-ї половини XX століття. Сучасна назва — з 1957 року.